# Stavros Doufexis
Stavros Doufexis (griechisch Σταύρος Ντουφεξής; * 1933 in Nafplio; † 6. März 2024 in Athen) war ein griechischer Theaterregisseur.

## Leben
Doufexis studierte zunächst Rechtswissenschaften in Athen, später dann Schauspiel am Max-Reinhardt-Seminar in Wien und Theaterwissenschaften und Kunstgeschichte in Berlin. Er begann am Berliner Ensemble von Bertolt Brecht und an der Komischen Oper in Ost-Berlin. Ab 1959 inszenierte er als Haus- oder Gastregisseur an Staatstheatern des deutschsprachigen Raums über achtzig Vorstellungen. In dieser Zeit war er auch Intendant des Stadttheaters Bielefeld. 1974 kehrte er nach Griechenland zurück.
Zuletzt lebte er zurückgezogen mit seiner Lebensgefährtin in Athen. Seine Töchter sind Sarah Lucke und Stella Doufexis. Er erlangte zudem Ansehen durch seine soziale Arbeit in Griechenland. Er befreite unter anderem Leprakranke von einer griechischen Insel, nachdem diese dorthin verschifft wurden und ihre Ansteckungsgefahr vorüber war.